# M. Hunsekere, Belur
M. Hunsekere là một làng thuộc tehsil Belur, huyện Hassan, bang Karnataka, Ấn Độ.